# Station Deventer Colmschate
Station Deventer Colmschate is een voorstadshalte van de Nederlandse stad Deventer (provincie Overijssel) aan de spoorlijn van Deventer naar Almelo.
Het station ligt middenin stadsdeel Colmschate aan de zuidelijke rand van de wijk Het Oostrik, ten westen van het ingesloten dorpje Colmschate en ten noordoosten van sportcentrum en ijsbaan De Scheg. Direct naast het station bevond zich in de Oostriklaan een belangrijke spoorwegovergang die in 2019 werd vervangen door een tunnel. Het station is tegelijkertijd geheel vernieuwd.

## Eerder station
Nabij de huidige locatie stond tussen 1 september 1888 en 15 mei 1933 ook een station Colmschate, toentertijd gelegen in de gemeente Diepenveen.

## Verbindingen
In Deventer Colmschate stopt de volgende treinserie:
| Serie | Treinsoort    | Route                                                                    | Bijzonderheden                      |
| ----- | ------------- | ------------------------------------------------------------------------ | ----------------------------------- |
| 7000  | Sprinter (NS) | Apeldoorn – Deventer – Deventer Colmschate – Almelo – Hengelo – Enschede | Rijdt in de spits van/naar Enschede |

In de avonden rijden sommige sprinters richting Apeldoorn niet verder dan Deventer.
De volgende stadsbuslijn stopt op het station:
| Lijn | Route                         | Via                                                                        | Frequentie | Bijzonderheden |
| ---- | ----------------------------- | -------------------------------------------------------------------------- | ---------- | -------------- |
| 6    | Station Deventer - Colmschate | Snipperling, Het Bramelt, Handelspark, Colmschate Zuid, Station Colmschate | 2x per uur |                |

## Faciliteiten
Deventer Colmschate is voorzien van kaartautomaten, fietskluizen en onbewaakte fietsenstallingen. Er is een grote parkeerplaats bij sportcentrum 'De Scheg'. 

## Afbeeldingen

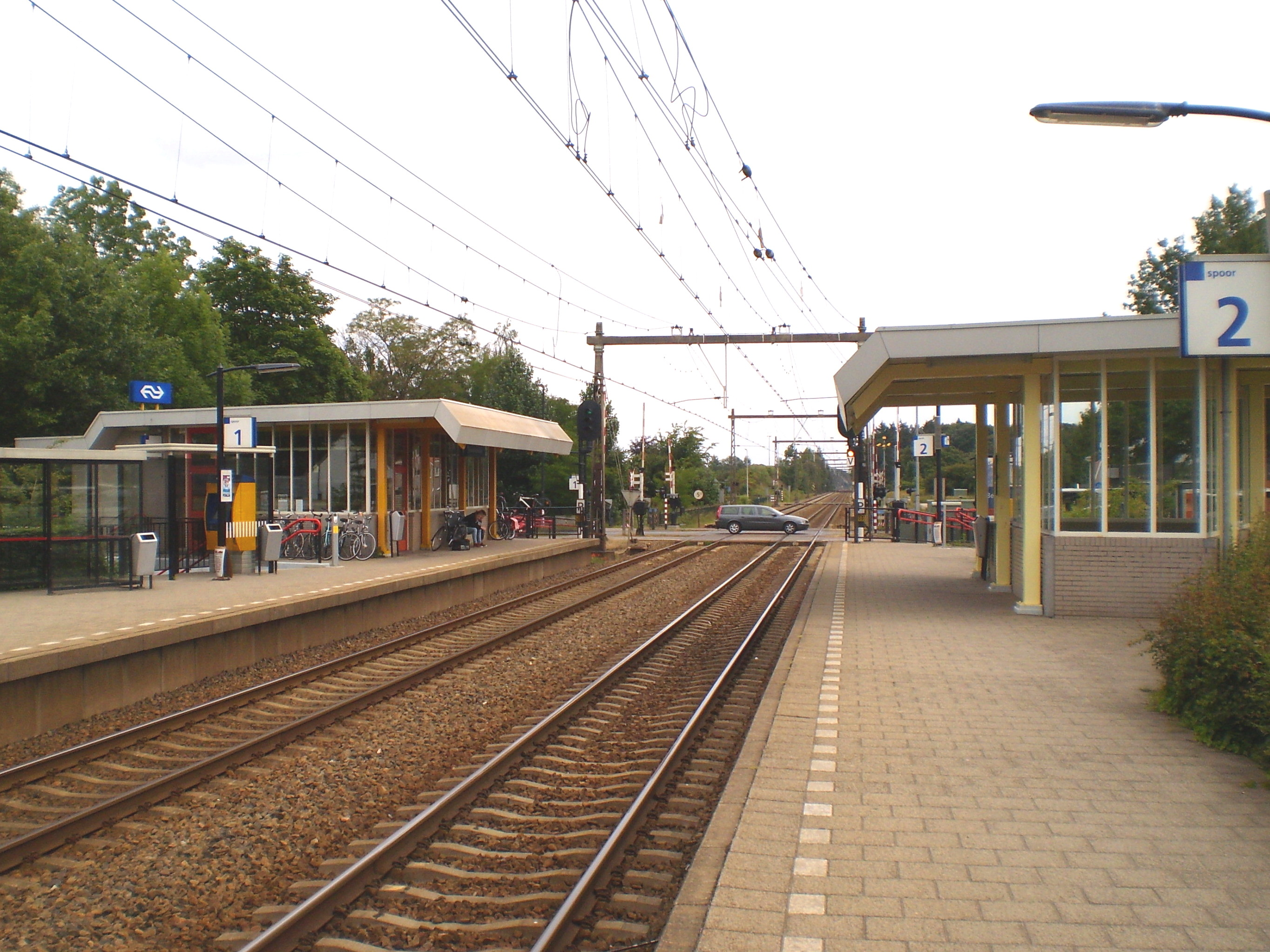
Station Deventer Colmschate voor de vernieuwing
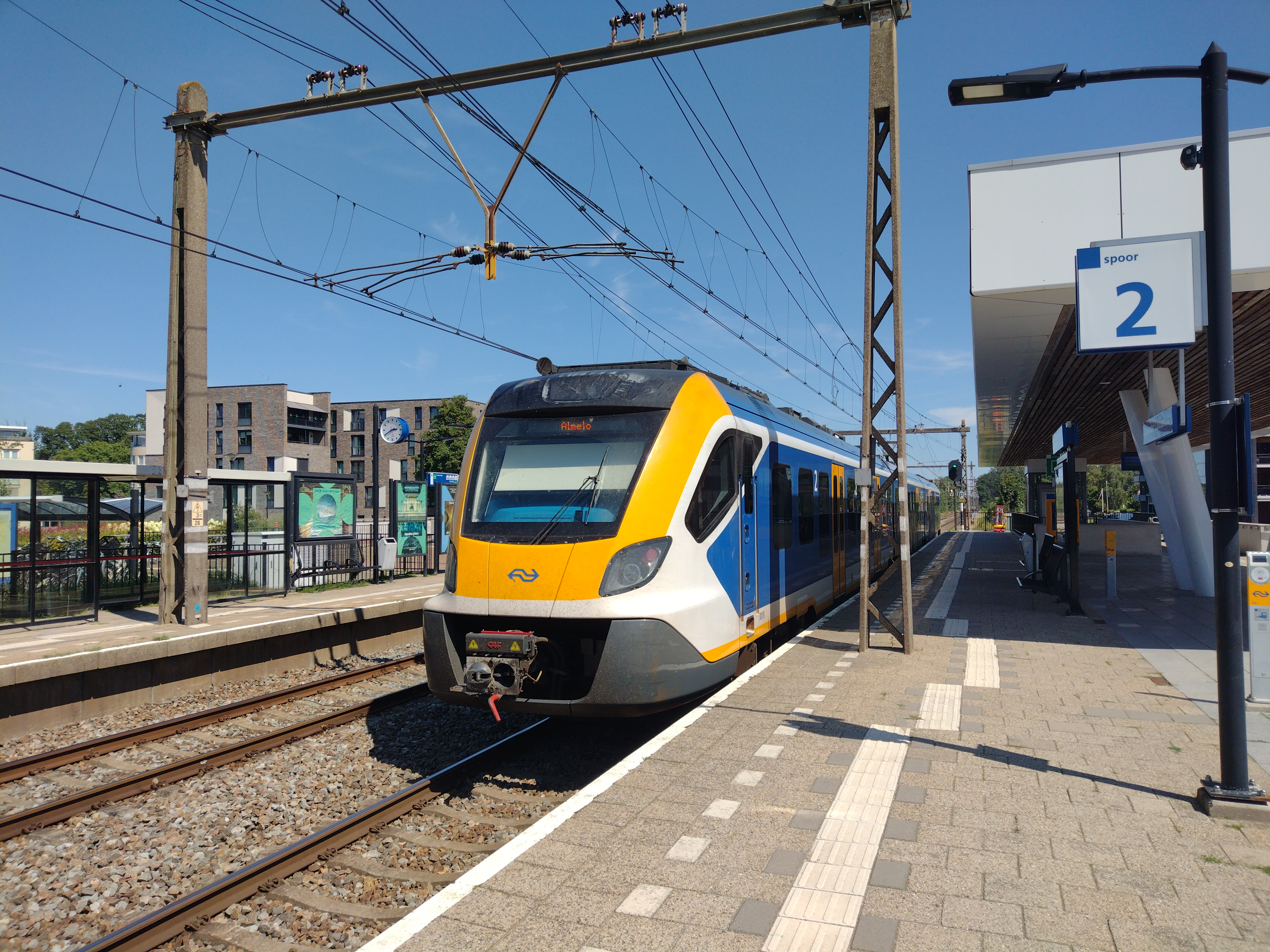
SNG op het station
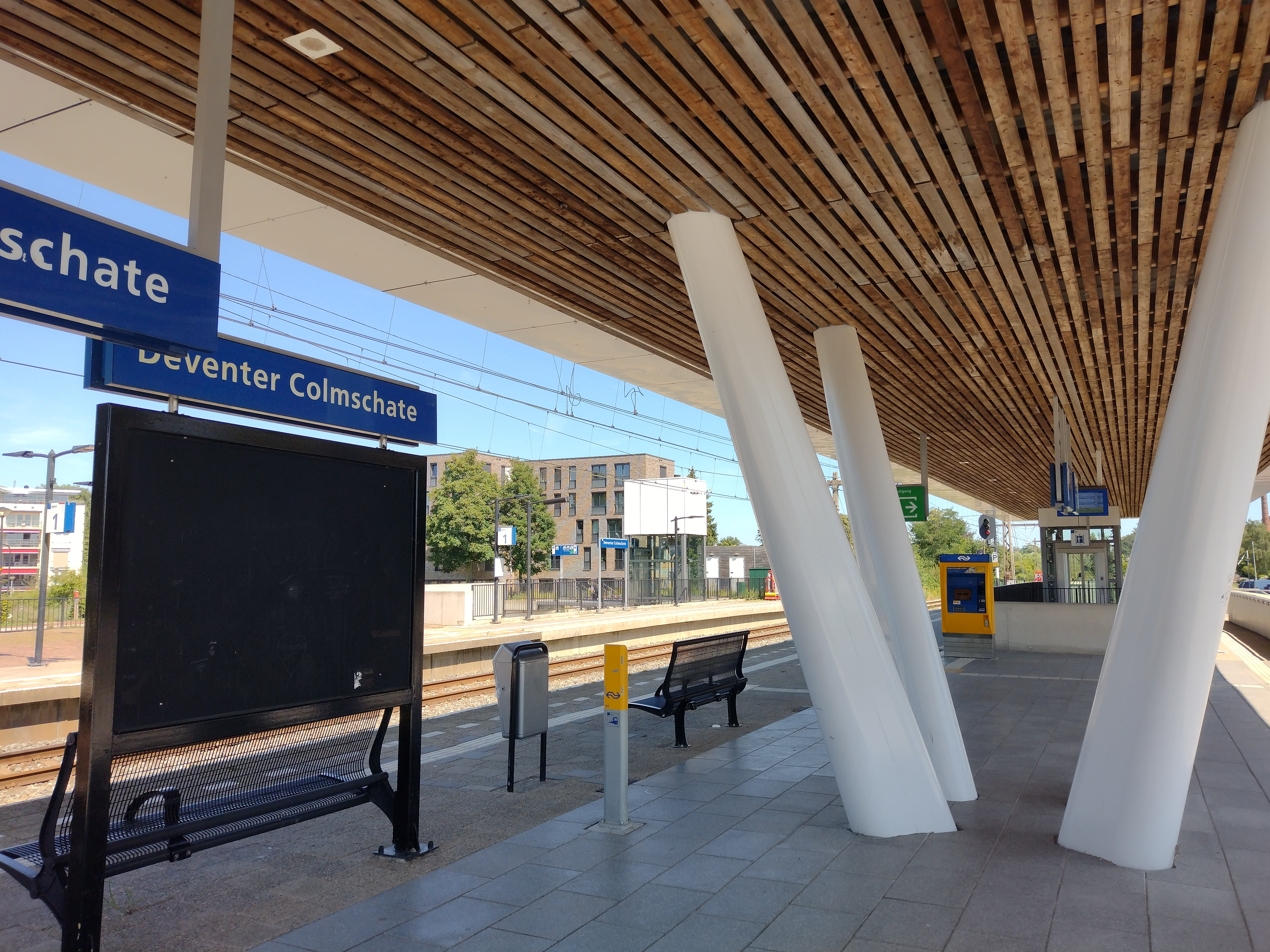
Perrons
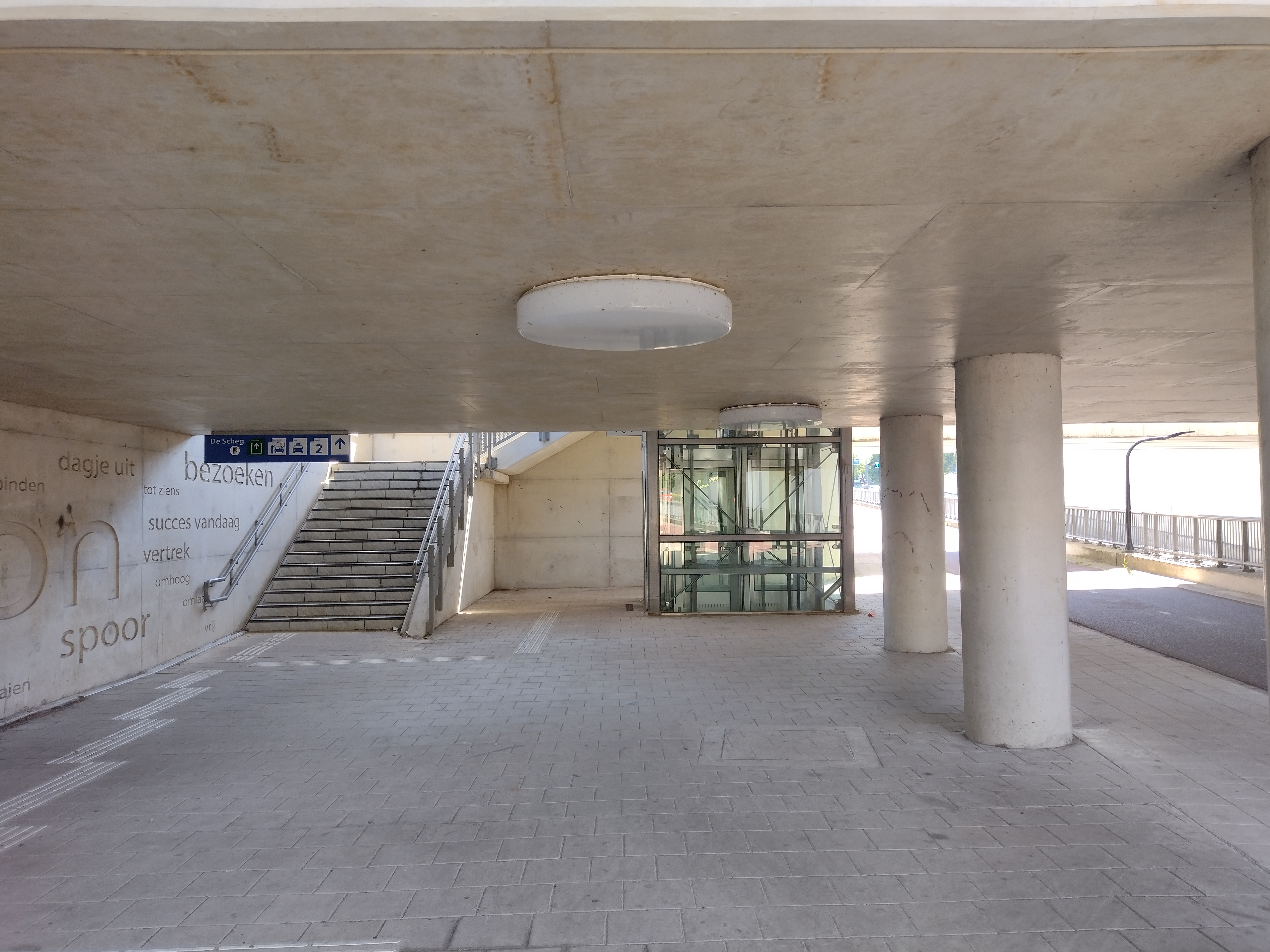
Tunnel onder het station

## Ontwikkeling aantal reizigers
Het aantal door NS vervoerde reizigers (per gemiddelde werkdag) ontwikkelde zich sedert 2019 als volgt:
| Jaar | Aantal reizigers |
| ---- | ---------------- |
| 2019 | 1.390            |
| 2020 | 752              |
| 2021 | 768              |
| 2022 | 952              |
| 2023 | 1.138            |
| 2024 | 1.153            |